# Quercus vaseyana
Quercus vaseyana är en bokväxtart som beskrevs av Samuel Botsford Buckley. Quercus vaseyana ingår i släktet ekar, och familjen bokväxter. Inga underarter finns listade i Catalogue of Life.